# Ya pâle (île)
 (mai 2024).
L'île Ya Pale est une île habitée située dans la zone marine régionale de conservation de Misool et dans le district de Raja Ampat, en Papouasie occidentale. L'île Ya Pale s'étend du sud-ouest au nord-est sur une longueur d'environ 1,7 km. Il y a une route cimentée de 2,5 m de large située sur la plage. En dehors de cela, il y a une école primaire, un centre de santé communautaire, un bureau de sous-district et une mosquée.
Pour soutenir le secteur touristique, il existe déjà des hébergements sous forme de famille d'accueil qui sont gérés individuellement avec une capacité de 24 lits.
Les habitants de l'île de Ya Pale sont généralement issus des tribus Céram et Misool et parlent la langue Misool et 98 % des habitants sont musulmans. Les habitants vivent dans le village de Harapan Jaya et sont originaires de l'ancien village de Fafanlap, situé sur la côte de l'île de Misool Ils ont déménagé sur cette île dans les années 1980. Certains résidents possèdent des plantations de cocotiers sur d'autres petites îles qui sont gérées par d'autres parties utilisant un système de partage des bénéfices.
Cette île se trouve en face de l’île Ya Ganan, qui signifie petite île.